# Musurgina laeta
Musurgina laeta är en fjärilsart som beskrevs av Jordan 1921. Musurgina laeta ingår i släktet Musurgina och familjen nattflyn. Inga underarter finns listade i Catalogue of Life.